# Veissela
Veissela este un gen de păianjeni din familia Salticidae. Au fost găsiți în Africa și descriși de către arahnologul britanic Fred Wanless în anul 1984. Din august 2019 aceștia au fost împărțiți în doua specii:
1. Veissela durbani[3]
2. Veisella milloti[4]